# Nattfödd
Nattfödd (schwed. „in der Nacht geboren“) ist ein Album der finnischen Metal-Band Finntroll aus dem Jahr 2004. Vom deutschen Magazin Metal Hammer wurde es im Zuge der fünfteiligen Serie History of Metal im Mai 2011 als eines der zehn bedeutendsten Alben der Jahre 2003/2004 gekürt.

## Aufnahme und Veröffentlichung
Nach den personellen Veränderungen des Jahres 2003 war dies das erste Album der Band in neuer Besetzung. In aufnahmetechnischer Hinsicht wagte die Band keine Experimente und nahm wieder mit Henri Sorvali auf, diesmal im Walltone-Studio. Auch hier stammte das Artwork wieder von Rhythmusgitarrist Samuli „Skrymer“ Ponsimaa.
Das Album wurde als reguläre CD und als kolorierte LP veröffentlicht.

## Musikstil
Nach dem weitestgehend Folk-orientierten Visor om Slutet kehrten Finntroll zum mit Jaktens Tid geprägten Stil zurück und unternahmen dabei geringfügige Änderungen.
Herausragend war die Komposition gesungener Refrains. Auf vorherigen Alben hatte an der Stelle eines Refrains meist eine themenähnliche Instrumentalmelodie gestanden. Damit einher gingen auch strukturelle Änderungen, da das Songmaterial nun häufig Strophenlieder umfasste. Dagegen hatten zuvor durchkomponierte Lieder mit vielen Variationen von Stimmungen und Tempo dominiert.
Weiterhin hatte sich die Instrumentierung ein wenig geändert. Vermehrt wurde nun auch ein Banjo eingesetzt, zudem waren auch Chorpassagen anzutreffen. Daneben wurde auch die E-Gitarre, die sich zuvor auf Riffs konzentriert hatte, melodieführend eingesetzt.
Alles in allem präsentierten sich Finntroll auf Nattfödd strukturell einfacher, melodisch jedoch komplexer.

## Titelliste
1. Vindfärd / Människopesten – 5:36 – Windreise / Die Plage der Menschheit
2. Eliytres – 3:46
3. Fiskarens Fiende – 3:47 – Fischers Feinde
4. Trollhammaren – 3:32 – Der Trollhammer
5. Nattfödd – 4:51 – Nachtgeboren
6. Ursvamp – 2:02 – Alter Pilz
7. Marknadsvisan – 1:59 – Das Marktplatzlied
8. Det Iskalla Trollblodet – 3:54 – Das eiskalte Trollblut
9. Grottans Barn – 4:36 – Kinder der Höhle
10. Rök – 2:23 – Rauch

## Trollhammaren EP
Im Januar 2004 erschien vor dem Album die EP Trollhammaren, die neben dem Titelsong auch vier nicht auf dem Album enthaltene Lieder umfasste. Zum namensgebenden Stück wurde ein Musikvideo gedreht.
1. Trollhammaren – 3:29
2. Hemkomst – 3:46 – Heimkehr
3. Skog – 3:23 – Wald
4. Försvinn Du Som Lyser – 2:17 - Verschwindet Ihr, die Ihr erleuchtet
5. Hel Vete – 4:14 – Ganzer Weizen (Ein Wortspiel, da „helvete“ zusammengeschrieben „Hölle“ bedeutet.)

Laufzeit: 17 min 05 s
Försvinn Du Som Lyser ist eine Neuaufnahme des bereits auf Visor om Slutet enthaltenen Liedes. Dabei wurde im Original auf die typische Rock-Instrumentierung verzichtet, in der Neuaufnahme waren E-Gitarre, Keyboard, E-Bass und Schlagzeug dagegen enthalten.